# Estado Yaracuy
Yaracuy es uno de los veintitrés estados que junto con el Distrito Capital y las Dependencias Federales, forman Venezuela. Su capital es San Felipe. Se encuentra situado en la Región Centroccidental de la República Bolivariana de Venezuela, limitando al norte con Falcón, al noreste con el Golfo Triste (Mar Caribe, Océano Atlántico), al este con Carabobo, al sur con Cojedes y al oeste con Lara. Con 7100 km² es el quinto estado menos extenso —por delante de Aragua, Carabobo, La Guaira y Nueva Esparta, el menos extenso— y con 859 474 habitantes en 2023.
Posee 14 municipios autónomos y 21 parroquias civiles. Sus principales ciudades y municipios son San Felipe, Yaritagua, Independencia, Chivacoa, Cocorote, Nirgua y Urachiche. Además Yaracuy tiene localidades turísticas como el Parque de Recreación Embalse Cumaripa, el Parque de la Exótica Flora Tropical en San Felipe, la Posada y Campamento Navajivan en Nirgua, el Parque nacional Yurubí y la Montaña de Sorte, nombrado Patrimonio Cultural y que cuenta con fama nacional e internacional, debido a las prácticas de brujería, ocultismo y vudú.

## Historia
La historia escrita del estado Yaracuy comienza en el año 1530, con el paso del alemán Nicolás Federman, lugarteniente del Gobernador Welser de Augsburgo. En su relación de viaje por la jurisdicción belzaresca, lo califica de Valle de las Damas.
Durante la colonia, estuvo integrado a la Provincia de Caracas. La Constitución de 1811 lo vinculó a Barquisimeto; en la constitución sancionada el 23 de junio de 1824 se le adjudica a la Provincia de Carabobo; por la del 29 de mayo de 1832 pasaba nuevamente a la Provincia de Barquisimeto; el 15 de marzo de 1855, por primera vez se le da personería propia como Provincia de Yaracuy, integrada por los cantones de San Felipe, Yaritagua y Nirgua, con capital San Felipe; fue la segunda entidad nacional que se designó con el nombre de estado con el advenir de la Guerra Federal y ello ocurre en 1859, pero solo es oficializado con el triunfo de la revolución de 1864.
Hasta inicios del siglo XX fue una sección del Gran Estado Lara. En 1909 adquiere la autonomía territorial actual. 

### Toponimia
Yaracuy deriva su nombre de las voces jirajaras Yara - Yaraí, que quiere decir «coger agua» y Cuí- Cu-í, «allá lejos»; por lo que Yaracuy, significa «Coger agua de lejos» o «Coger agua de allá lejos».

## Economía
La actividad económica predominante es la agricultura. En el sector agrícola vegetal se destacan rubros como el maíz, el cambur, la caraota, la caña de azúcar, el café, el sorgo, el plátano, el aguacate, la naranja y otras frutas. En el sector pecuario sobresalen la ganadería de bovinos, porcinos y aves. La entidad, en términos económicos, produce bienes y servicios con mayor intensidad para los estados vecinos que para su circulación interna.

## Geografía

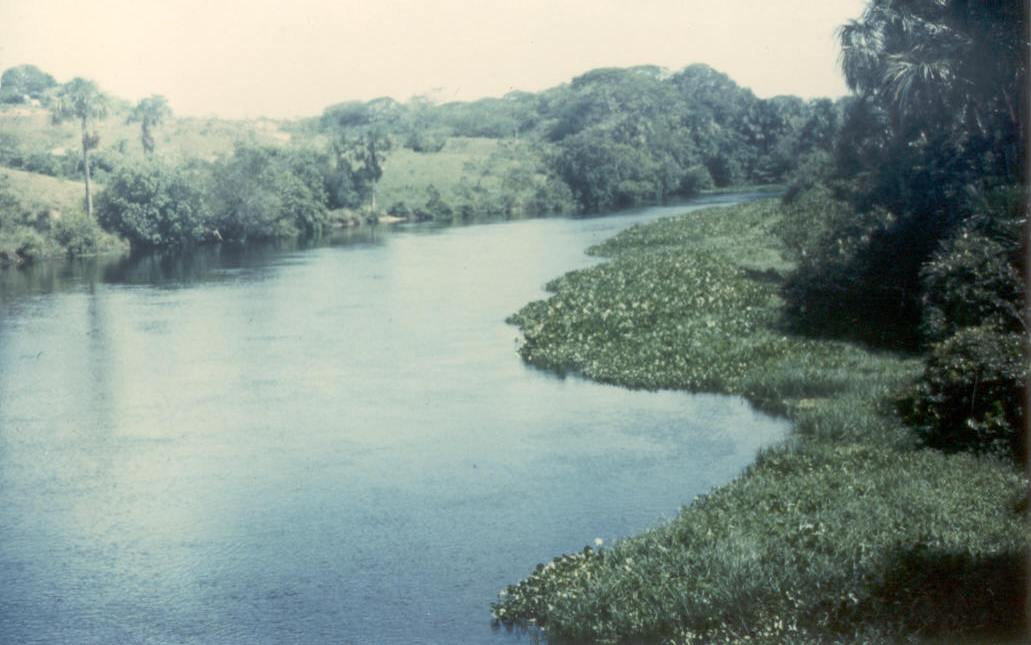
Río Yaracuy

### Clima
Las temperaturas y precipitaciones promedio anuales son elevadas con variantes en función de la altura: el clima templado en las cumbres de sus montañas, el subtropical, en los valles altos de la Sierra de Nirgua; y en la mayor parte del estado impera el clima tropical, con temperaturas medias anuales de 22 °C y precipitaciones anuales de 1900 mm. En los valles de Aroa y Yaracuy la temperatura media es de 26 °C y la pluviosidad supera los 1000 mm anuales. Las condiciones de humedad son las óptimas para el cultivo de cacao en el sector septentrional; en San Felipe se registran 1374 mm de lluvia, descendiendo a 1332 mm en Chivacoa y 1098 mm en Urachiche. En las tierras altas de la Sierra de Aroa y parte del macizo de Nirgua se registran lluvias durante la mayor parte del año, que superan los 1400 mm anuales, posibilitando así la formación de su vegetación más representativa, el bosque siempre verde.

### Hidrografía
Los ríos más importantes pertenecen a la cuenca del Caribe y son Yaracuy y Aroa, ambos con un recorrido superior a los 130km.
El río Yaracuy atraviesa los estados Yaracuy y Carabobo, donde conforma la quebrada de Urachiche, y posee características de un río de llanura. En época lluviosa sus aguas suelen salirse de cauce produciendo inundaciones. Recibe numerosas corrientes fluviales, como Quebrada Grande, Guama, Yurubí, Agua Blanca y Taría, entre otros.
El río Aroa tiene su nacimiento a 1200 m de altitud, en la vertiente norte del cerro Palo Negro, al norte de la entidad. Su cuenca abarca una superficie de 2402 km², localizada entre las cuencas de río Tocuyo, al norte y al oeste, y la del río Yaracuy, al sur y al este. Son afluentes importantes los ríos Yumare, Tupe, Zamuro, Guarataro y Tesorero, así como las quebradas de Guacamaya, Carapita, Guaicayare y Galápago. Desemboca por el golfo Triste en el mar Caribe, después de un recorrido de 150 km aproximadamente.
Otros ríos como El Turbio y el Buria son de menor recorrido y vierten sus aguas hacia la cuenca del Orinoco, a través de los ríos Portuguesa y Cojedes, respectivamente. También se encuentran los ríos Cabuy, San Pablo, Yurubí, Guama, Tamboral, Yumare y Crucito.

## Flora
La flora del estado Yaracuy es muy variada, y ha sido objeto de numerosos estudios. Algunas regiones del estado fueron visitadas por el naturalista suizo Henri Pittier en la década de 1820, el cual dejó registros detallados de sus hallazgos en numerosas publicaciones y depositó las primeras muestras botánicas en el herbario del Museo Comercial e Industrial de Venezuela, que después pasaría a ser parte del Herbario Nacional de Venezuela. Sin embargo la actividad botánica de años posteriores ha sido irregular y algunos grupos de plantas se consideran todavía subrepresentados en herbarios nacionales. Recientemente se han realizado diversos inventarios específicos de elementos florísticos de las regiones naturales y cultivadas del estado.

## Fauna

### Vertebrados
En la sierra de Aroa se han registrado al menos 40 especies de mamíferos terrestres y 51 especies de murciélagos, además se han descrito al menos una especie de musaraña y una rana arborícola endémicas de esta localidad fin.

### Invertebrados
No se han publicado inventarios exhaustivos de los insectos del estado Yaracuy, pero existen algunos estudios puntuales de las mariposas diurnas y escarabajos coprófagos en un mosaico agropecuario-boscoso del piedemonte del cerro Zapatero en la hacienda Guáquira. 
Entre las mariposas se registraron unas 129 especies con predominio de la familia Nymphalidae, pero se estima una riqueza superior a las 240 especies. Igualmente se encontraron al menos 22 especies de escarabajos, incluyendo una especie endémica de Venezuela, Bdelyropsis venezuelensis Howden, 1976.

## División político-territorial
El estado Yaracuy está dividido en 14 municipios y 21 parroquias.
| Municipios de Yaracuy |
| --- |
| Mar Caribe Lara Falcón Carabobo Cojedes Peña Urachi- · che Páez Bruzual Coco- · rote La Trinidad Indepen- · dencia Sucre Bolívar Arístides · Bastidas San Felipe Manuel Monge Nirgua Veroes |

## Cultura

### Folklore

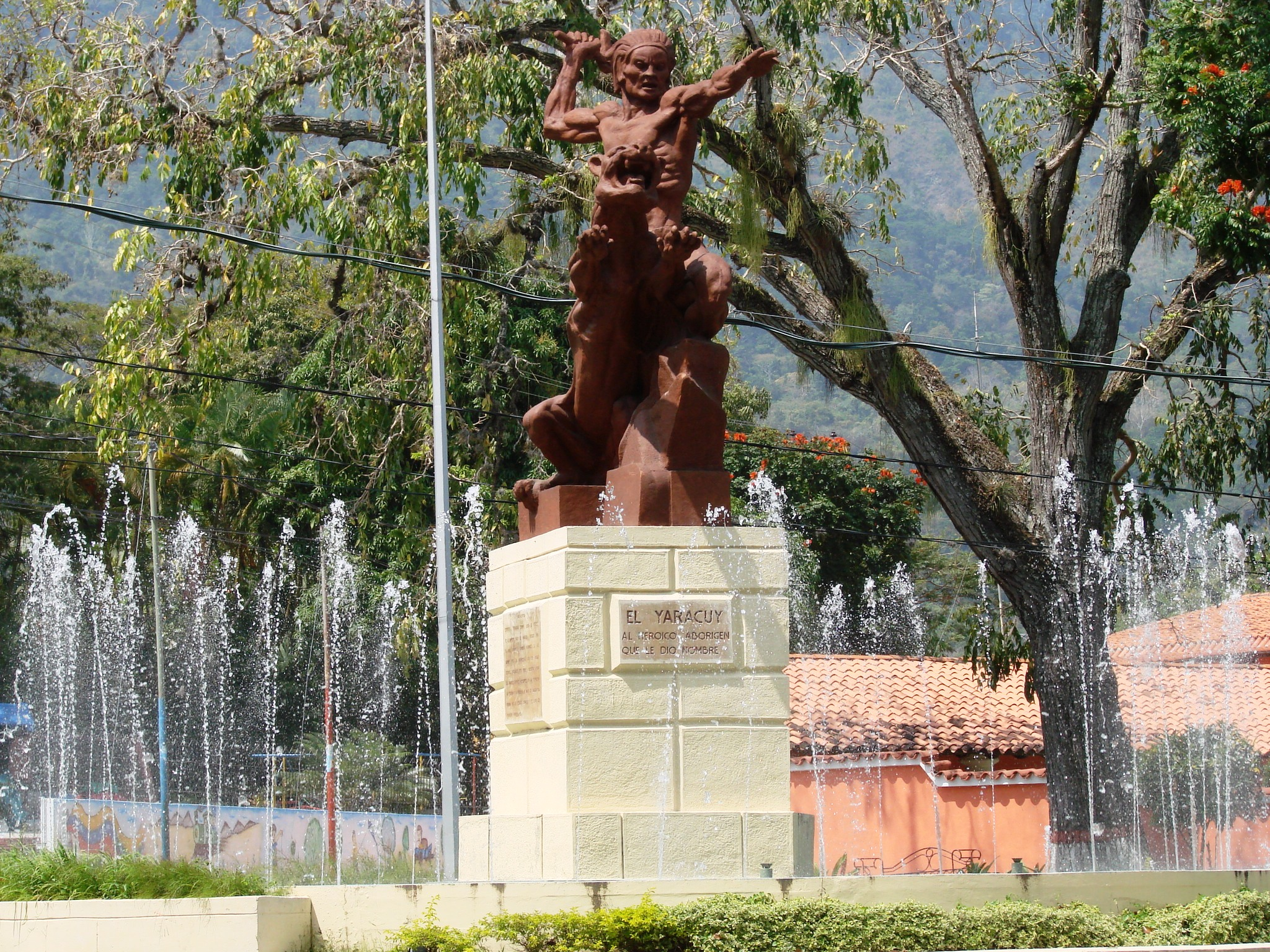
Monumento al Cacique Yaracuy

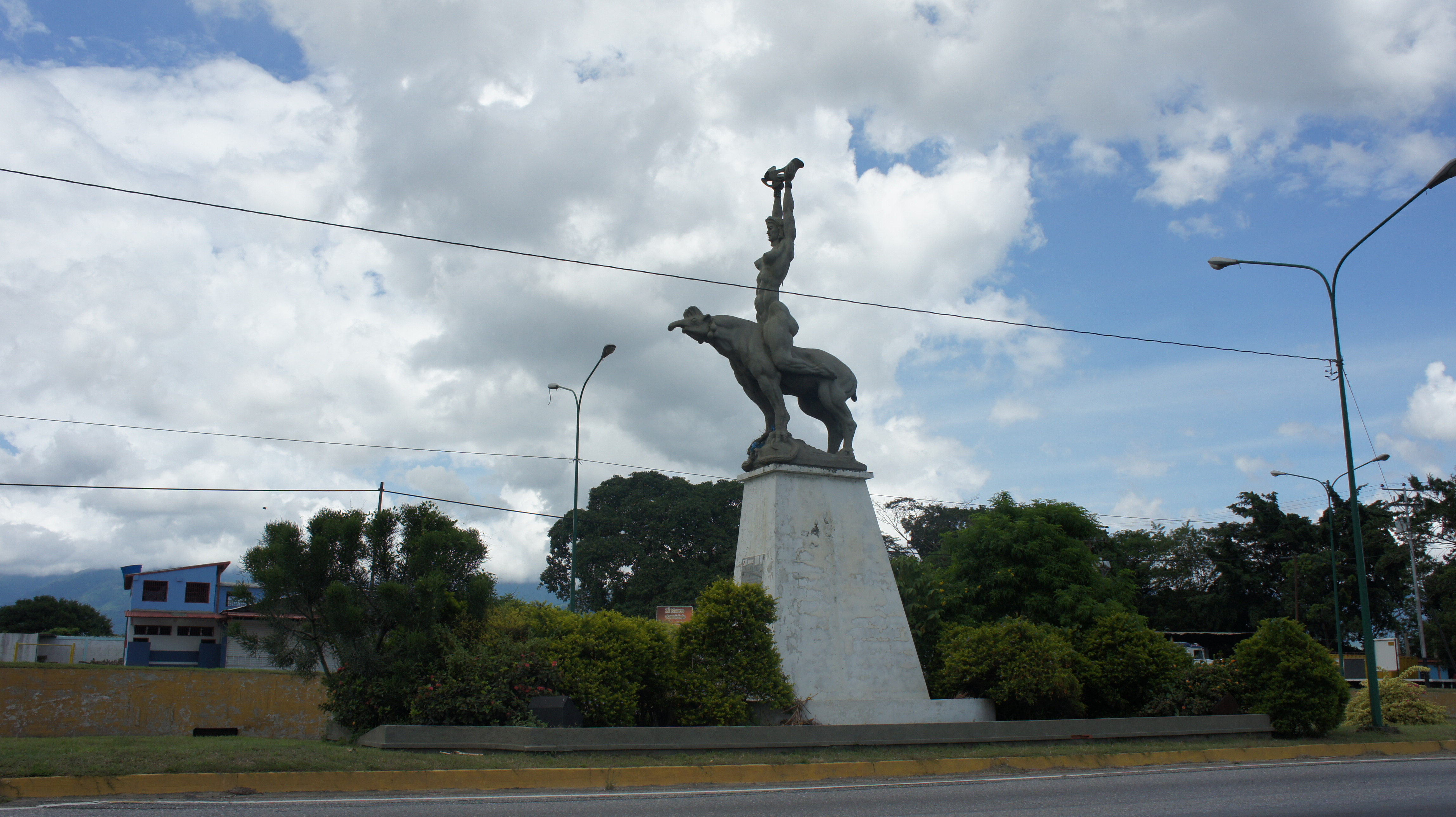
Monumento a María Lionza en Chivacoa

El estado Yaracuy está representado por una rica variedad social y cultural. Mantiene arraigos ancestrales ya que el yaracuyano es, particularmente, «amante de su tierra». Sin embargo, las costumbres dan cabida, al mismo tiempo, a las líneas modernas de expresión.
Los Próceres marcan el camino. Resulta llamativo el hecho de que cada institución de educación lleva el nombre de algún prócer (local o nacional), y cuya biografía forma parte de la preparación de los educandos. En las escuelas y colegios se celebran las fechas inherentes al personaje al que se le dedica el camino educativo y formativo.
Diversidad Religiosa. Como en toda Venezuela, Yaracuy también celebra con ahínco las fiestas Católicas: Semana Santa (con las acostumbradas procesiones), La Quema de Judas, El Nacimiento del Niño Jesús (Natividad del Señor), entre otras. Sin embargo, también tienen cabida y relevancia celebraciones basadas en otras muestras religiosas propias y/o importadas desde la época colonial, como por ejemplo: El Carnaval, Danzas sobre Brasas, y la más relevante, la adoración de la «reina-santa» María Lionza (cuyo centro de veneración es la Montaña de Sorte, ubicada en Chivacoa).
Forman parte del acervo cultural de Yaracuy, un sinfín de leyendas y mitos, propias en algunos casos, adaptaciones en otros; que gozan incluso de representaciones en distintos festivales y eventos. La mayoría de los relatos, guardan la misticidad propia que en Yaracuy se atribuye a la antes mencionada María Lionza.
Otras danzas, bailes criollos y rondas son: El Sebucán, Mare Mare y El Pájaro Guarandol.

## Política y gobierno

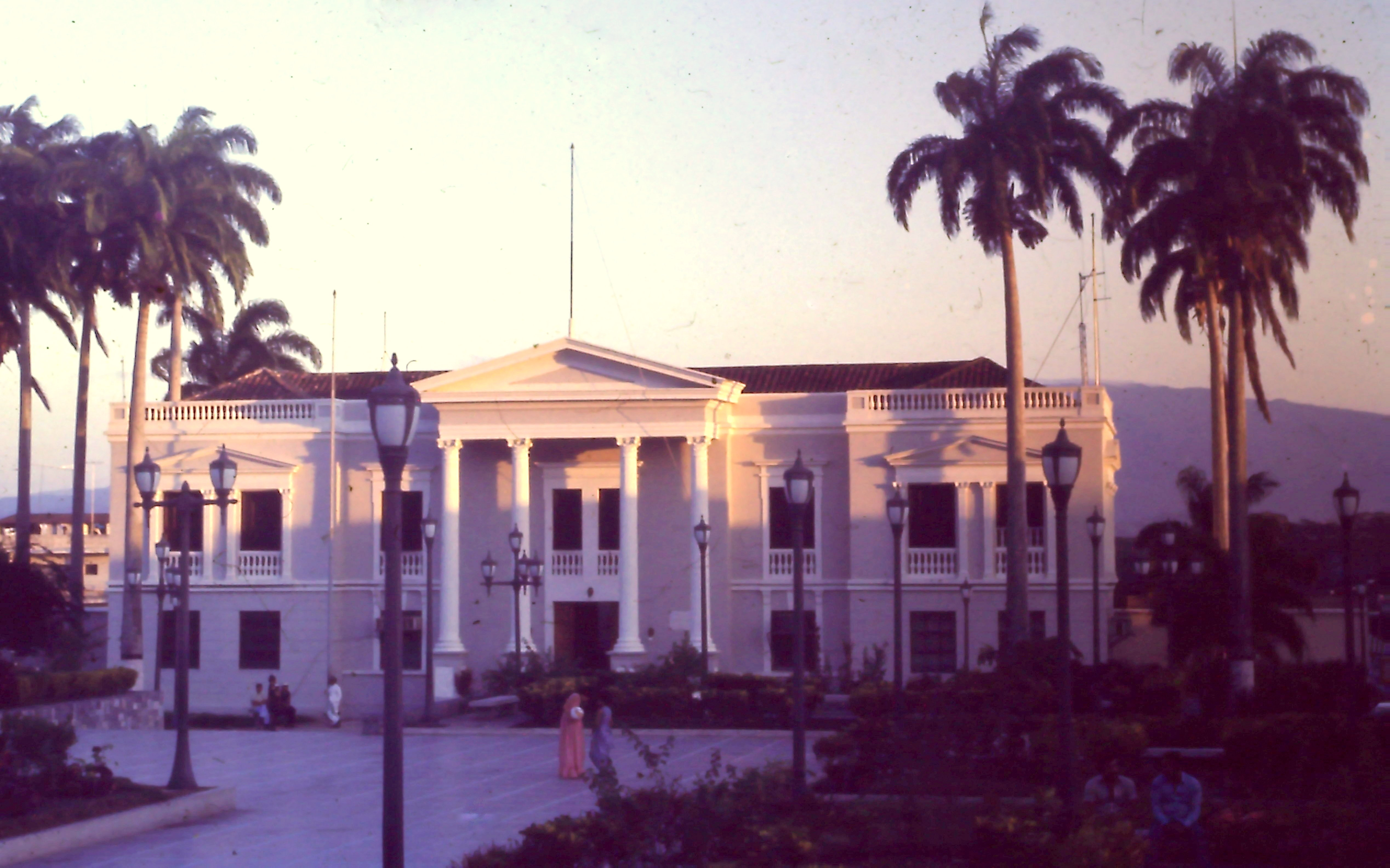
Palacio de Gobierno del Estado Yaracuy en la Plaza Bolívar de San Felipe (años 80).

Entre el gobierno nacional y los municipios hay otro nivel de autoridades: el de las gobernaciones. Cada uno de los 23 estados de Venezuela tiene una autoridad máxima regional, que es el gobernador o gobernadora.

### Poder ejecutivo
Está compuesto por el gobernador del Estado Yaracuy y un grupo de Secretarios Estadales. El Gobernador es elegido por el pueblo mediante voto directo y secreto para un periodo de cuatro años y con posibilidad de reelección inmediata para periodos iguales, siendo el encargado de la administración estatal.
Desde 1989 los gobernadores se escogen en elecciones directas por la población, el actual gobierno está encabezado por Leonardo Intoci del PSUV, electo para el período 2025-2029; siendo el gobernador más joven en la historia del estado.
| N.º  | N.º             | Gobernador            | Período     | Partido | Elección | % de votos                                  | Notas                                                                                            |
| ---- | --------------- | --------------------- | ----------- | ------- | -------- | ------------------------------------------- | ------------------------------------------------------------------------------------------------ |
|      | 1.              | Nelson Suárez Montiel | 1990 — 1996 |         | 1989     | 42,83                                       | Primer gobernador bajo elecciones directas. Reelecto para otro período consecutivo.              |
| 1992 | 1.              | Nelson Suárez Montiel | 1990 — 1996 | 66,43   |          |                                             | Primer gobernador bajo elecciones directas. Reelecto para otro período consecutivo.              |
|      | 2.              | Eduardo Lapi          | 1996 — 2004 |         | 1995     | 45,77                                       | En el año 2000 se realizaron elecciones adelantadas por la aprobación de una nueva constitución. |
| 1998 | 2.              | Eduardo Lapi          | 1996 — 2004 | 56,00   |          |                                             | En el año 2000 se realizaron elecciones adelantadas por la aprobación de una nueva constitución. |
| 2000 | 2.              | Eduardo Lapi          | 1996 — 2004 | 51,32   |          |                                             | En el año 2000 se realizaron elecciones adelantadas por la aprobación de una nueva constitución. |
|      | 3.              | Carlos Giménez        | 2004 — 2007 |         | 2004     | 50,73                                       | Destituido por hechos de corrupción en su mandato.                                               |
|      | -               | Alex Sánchez          | 2007 — 2008 |         | -        | -                                           | Gobernador interino.                                                                             |
|      | 4.              | Julio León Heredia    | 2008 — 2025 |         | 2008     | 57,83                                       | Renunció, tras ser designado como ministro de agricultura                                        |
| 2012 | 4.              | Julio León Heredia    | 2008 — 2025 | 61,48   |          |                                             | Renunció, tras ser designado como ministro de agricultura                                        |
| 2017 | 4.              | Julio León Heredia    | 2008 — 2025 | 62,13   |          |                                             | Renunció, tras ser designado como ministro de agricultura                                        |
| 2021 | 4.              | Julio León Heredia    | 2008 — 2025 | 46,65   |          |                                             | Renunció, tras ser designado como ministro de agricultura                                        |
| -    | Juan Torrealba  | 2025 - 2025           |             | -       | -        | Gobernador encargado.                       |                                                                                                  |
| 5.   | Leonardo Intoci | 2025-2029             |             | 2025    | 89.83 %  | Gobernador más Joven del estado con 38 años |                                                                                                  |

### Poder legislativo
La legislatura del estado recae sobre el Consejo Legislativo del Estado Yaracuy unicameral, elegidos por el pueblo mediante el voto directo y secreto cada cuatro años, pudiendo ser reelegidos por dos períodos consecutivos, bajo un sistema de representación proporcional de la población del estado y sus municipios. El Estado cuenta con 9 diputados.

### Diputados a la Asamblea Nacional
| Diputados       | Partido/Alianza |
| --------------- | --------------- |
| Yul Jabour      | PCV             |
| Carlos Gamarra  | PSUV            |
| Haydee Huérfano | PSUV            |
| Biagio Pilieri  | MUD             |
| Luis Parra      | MUD             |